# Fusashige Suzuki
Fusashige Suzuki (né le 15 février 1914 et mort le 3 juin 1945) est un athlète japonais, spécialiste des courses de fond. 

## Biographie
Le 31 mars 1935, à Tokyo, il établit une nouvelle meilleure performance mondiale sur marathon en parcourant la distance en 2 h 27 min 49 s.
Lors des Jeux olympiques de 1936, il ne prend pas le départ de l'épreuve du 10 000 m.
Il meurt en 1945 lors de la Guerre du Pacifique.